# Maso di Bartolomeo
Maso di Bartolomeo, italijanski arhitekt, kipar, zlatar in talilec brona, * 1406, Capannole, † 1456, Ragusa di Dalmazia
Pomemben predstavnik florentinske renesanse je bil učenec Donatella in Michelozza, s katerima je delal v Pratu. Verjetno je bil vzgojen v delavnici Lorenza Ghibertija, bil je tudi sodelavec Luca della Robbia.

## Življenjepis

### Firence
V Firencah je z Luco della Robbia in Michelozzom leta 1444 sodeloval pri ustvarjanju Vstajenja v terakoti.
Leta 1447 je ustvaril tudi bronasto rešetko, ki zapira edikulo kapele Santissima Annunziata v baziliki  Santissima Annunziata v Firencah  in leseno razpelo, ki je trenutno postavljeno na oltarju zakristije bazilike Santa Maria Novella. Tudi v Firencah je ustvaril okrasne frize z enobarvnimi grafitnimi girlandami na dvorišču [[Palazzo Medici Riccardi.

### Prato
Ker je postal sodelavec Donatella in Michelozza, se je z njima preselil v Prato za projekt zunanje prižnice, za katero je poskrbel za montažo parapeta in prefinjenega dežnika, ki ga krona.
Tu je delal na različnih delih za stolnico, kot je bronasti kandelaber s sedmimi kraki (ok. 1440), ki ima obliko podolgovate vaze, iz katere izhaja sedem mesnatih rastlinskih stebel. Zasnoval je tudi bližnjo notranjo teraso, na protifasadi: parapet je bil okrašen z emblemom mesta Prato in z bronastimi rozetami. Še vedno v stolnici v Pratu je ustvaril bronasta vrata, ki zapirajo kapelo Sacro Cingolo. Izvedba tega dela je bila leta 1438 prekinjena; med letoma 1447 in 1459 ga je nadaljeval Antonio di Cola, leta 1468 pa ga je dokončal Pasquino da Montepulciano.
Delo Masa di Bartolomea je ista Capsella della Sacra Cintola iz leta 1446: dragocena skrinjica, namenjena shranjevanju relikvije, ki so jo uporabljali do 17. stoletja.

### Urbino
Leta 1449 ga je verjetno po priprošnji Fra' Carnevale iz Urbina, slikarja v delavnici Filippa Lippija, v Urbino poklical Federico da Montefeltro, novi vojvoda mesta, ki si je želel prenoviti mestni obraz, sodoben, udoben, racionalen in lep, navdihnjen s florentinskim humanizmom.
V Urbinu je Maso di Bartolomeo (v sodelovanju s Pasquinom da Montepulcianom) med letoma 1449 in 1451 ustvaril portal cerkve San Domenico, prvo renesančno arhitekturo v središču Marke. Delo je nato dokončal Michele di Giovanni da Fiesole leta 1454. Luneto je okrasila Madona z otrokom s svetniki v glazirani polikromirani terakoti Luca della Robbia. Zelo izviren portal je strukturiran kot transpozicija na monumentalni lestvici tabernaklja cerkve Santa Maria a Peretola Luca della Robbia (1441-1443) ali grobnice kardinala Rainalda Brancaccia Donatella in Michelozza.
Od marca 1450 je Federico zaposloval Maso pri fuziji bombard in pihalnikov. V letih 1451-1454 je odpotoval v Rimini, kjer je ustvaril medeninasta in bronasta vrata za kapelo San Sigismondo v Tempio Malatestiano.
Kasneje je skupaj z drugimi arhitekti sodeloval pri prvi povečavi Doževe palače s povezovalno stavbo med že obstoječimi stavbami, imenovano Palazzetto della Jole. Zunaj, na trgu pred stolnico v Urbinu, je srednji del pročelja, ki ga krasi pet oken, edini del prvotne stavbe, ki jo je zasnoval Maso, in je ostal nedotaknjen.

### Ragusa di Dalmazia
Maso di Bartolomeo je zasnoval tudi križni hodnik dominikanskega samostana v Ragusi, ki je bil zgrajen po njegovi smrti: od 1456 do 1483.